# Helmut Kunz
Helmut Kunz (* 26. September 1910 in Ettlingen; † 23. September 1976 in Freudenstadt) war Zahnarzt, NSDAP- und SS-Mitglied. Er war 1945 an der Ermordung der Goebbels-Kinder beteiligt.

## Leben
Kunz wurde als Sohn des Buchhändlers und Kaufmanns Gustav Kunz geboren. Er legte 1928 sein Abitur in Offenburg ab und studierte an der Ruprecht-Karls-Universität Heidelberg zunächst drei Semester Jura und anschließend Zahnmedizin an der Friedrich-Schiller-Universität Jena und der Universität Leipzig.

## Laufbahn im Nationalsozialismus
Am 20. April 1934 trat Kunz in die SS ein (SS-Nummer 284.787). Im März 1936 eröffnete er eine Zahnarztpraxis in Lucka. Am 27. April 1937 beantragte er die Aufnahme in die NSDAP und wurde zum 1. Mai desselben Jahres aufgenommen (Mitgliedsnummer 5.104.232). Im Juli 1937 heiratete er seine Frau Ursula, mit der er drei Kinder hatte. Am 9. Juni 1939 promovierte er mit der Dissertation Untersuchungen über Zahncaries bei Schulkindern unter Berücksichtigung ihrer Stillzeiten zum Dr. med. dent. und hatte sich 1939 zudem dem NS-Ärztebund angeschlossen. Im Januar 1940 als Sanitätsoffizier zur Wehrmacht einberufen, trat er im August 1940 der Waffen-SS bei und wurde als SS-Untersturmführer dem Pionierbataillon der 3. SS-Totenkopf-Division zugeordnet, die im Konzentrationslager Dachau unter dem SS-Gruppenführer und Generalleutnant der Waffen-SS Theodor Eicke aufgestellt wurde.
Im September 1941 wurde Kunz an der Ostfront durch Schrapnelle schwer verwundet. Nach dem Lazarett-Aufenthalt wurde er im Dezember 1941 zunächst zu einem Ersatzbataillon abkommandiert und im Februar des folgenden Jahres in das vom Reichsarzt SS Ernst-Robert Grawitz geleitete SS-Sanitätsamt in Berlin versetzt. Hier arbeitete er ab Oktober 1943 in der Dienststelle von Hugo Blaschke, dem obersten Zahnarzt der SS. Seine beiden Töchter im Alter von einem und vier Jahren wurden im Januar 1945 bei einem alliierten Luftangriff auf Lucka getötet.

## Ermordung der sechs Goebbels-Kinder
Am 23. April 1945 wurde SS-Sturmbannführer Kunz als Zahnarzt in den Bunker unter der Reichskanzlei befohlen, nachdem sein Vorgesetzter Blaschke, der bisher Hitler und die Personen seiner engsten Umgebung zahnärztlich betreut hatte, Berlin verlassen hatte. Hier behandelte Kunz unter anderem Magda Goebbels, die Ehefrau des Reichspropagandaministers Joseph Goebbels.
Laut Kunz’ späterer Aussage habe Magda Goebbels ihn Ende April aufgefordert, bei der Tötung ihrer sechs vier-  bis zwölfjährigen Kinder Helga, Hilde, Holde, Hedda, Heide und Helmut zu helfen. Er habe das abgelehnt, sei jedoch von Magda Goebbels so unter Druck gesetzt worden, dass er sich schließlich bereit erklärt habe, die Kinder mit Morphiumspritzen zu sedieren, damit ihre Mutter ihnen dann Cyanidkapseln (Blausäure) verabreichen konnte. Am Abend des 1. Mai 1945 – dem Tag nach Adolf Hitlers Suizid – habe er den Kindern das Morphium injiziert, Magda Goebbels sei jedoch nicht fähig gewesen, ihre Kinder zu töten. Kunz habe daraufhin den zweiten Leibarzt Hitlers, Ludwig Stumpfegger, herbeiholen müssen, der mit Magda Goebbels das Kinderzimmer betreten habe. Beim Verlassen des Kinderzimmers habe Magda Goebbels gesagt, es sei „alles vorbei“. Anschließend töteten sich gegen 21 Uhr Joseph und Magda Goebbels mit Blausäure. Kunz erklärte im Verhör durch die Sowjets am 7. Mai 1945, dass Magda Goebbels die Kinder vergiftet habe und er lediglich Tatzeuge gewesen sei. Am 19. Mai 1945 korrigierte er seine Aussage dahingehend, dass  Stumpfegger an der Tötung der Kinder mitgewirkt habe. (Ludwig Stumpfegger nahm sich am 2. Mai 1945 mit einer Blausäure-Giftkapsel gemeinsam mit Martin Bormann das Leben und konnte deshalb diesbezüglich nicht mehr verhört werden). Kunz wiederholte diese zweite Version bei seinem späteren Prozess in der Bundesrepublik. Er bestritt nicht, den Kindern vorbereitend Morphium injiziert zu haben.

## Kriegsgefangenschaft und Gerichtsverfahren
Kunz wurde am 2. Mai 1945 von Soldaten der Roten Armee zusammen mit dem SS-Obersturmbannführer Werner Haase (der am 29. April 1945 in den Führerbunker befohlen worden war, um Ludwig Stumpfegger bei der Vergiftung von Hitlers Hund Blondi zu assistieren) und zwei Krankenschwestern, Erna Flegel und Liselotte Chervinska, verhaftet und verbrachte die nächsten sieben Jahre als Untersuchungshäftling in der Sowjetunion. Am 13. Februar 1952 wurde er von einem Moskauer Militärgericht zu 25 Jahren Lagerhaft verurteilt, unter anderem aufgrund seiner Beteiligung an der Ermordung der Goebbels-Kinder. Er war damit einer von 48 Zahnärzten, die nachweislich nach 1945 als Kriegsverbrecher vor Gericht standen. Am 4. Oktober 1955 kam Kunz im Zuge der von Bundeskanzler Konrad Adenauer ausgehandelten Rückführung der letzten deutschen Kriegsgefangenen aus der Sowjetunion frei und kehrte am 20. Oktober in die Bundesrepublik Deutschland zurück. Kunz erklärte seine Inhaftierung mit seiner NSDAP-Mitgliedschaft und dem Umstand, dass er hochrangige Mitglieder des NS-Regimes behandelt habe. Er wurde daher zunächst nicht weiter verfolgt und zog zu seiner Familie nach Karlsruhe. Im Februar 1956 nahm er eine Stelle als unbezahlter Volontär an der Universitätszahnklinik Münster an. Anfang 1957 ließ sich Kunz als Zahnarzt in Freudenstadt nieder.
Am 6. Februar 1957 leitete die Staatsanwaltschaft Münster ein Ermittlungsverfahren gegen Kunz ein (Aktenzeichen 6 Js 1041/56), nachdem er von dem ehemaligen SS-Rottenführer Harri Mengershausen beschuldigt worden war, die Goebbels-Kinder getötet zu haben. Im Januar 1959 erhob sie Anklage wegen Beihilfe zum Totschlag in sechs Fällen. Drei Wochen später stellte die 1. Strafkammer des Landgerichts Münster das Verfahren ein. Unter Berücksichtigung der unklaren Beweislage (alle unmittelbaren Tatzeugen waren tot oder verschollen) und der bereits in der Sowjetunion verbüßten Haft billigte es Kunz gemäß § 6 des Straffreiheitsgesetzes vom 17. Juli 1954 Befehlsnotstand zu und führte dazu aus: „Straffreiheit sollen grundsätzlich all diejenigen erlangen, die in abhängiger Situation schuldig wurden“. Das Oberlandesgericht Hamm bestätigte drei Monate später diese Entscheidung. Sowohl der Vorsitzende Richter der Strafkammer am Landgericht, Gerhard Rose (Mitgliedsnummer 4.413.181), als auch der Präsident des Senats am OLG Hamm, Gerhard Ahlich (Mitgliedsnummer 4.079.094), waren Mitglieder der NSDAP gewesen und am selben Tag in die Partei eingetreten wie Kunz.

## Weiteres Leben
Im März 1957 hatte Kunz sich von seiner ersten Frau scheiden lassen und das Sorgerecht für das verbliebene Kind – den Sohn Michael – erlangt. 1958 heiratete er ein zweites Mal. Mit seiner neuen Ehefrau Annemarie lebte er bis zu seinem Tod in Freudenstadt, wo er noch 1975 als Zahnarzt tätig war.